# Zamek w Krośnie Odrzańskim
Zamek Piastowski w Krośnie Odrzańskim – zabytkowa budowla w Krośnie Odrzańskim, wzniesiona najprawdopodobniej w XIII wieku w czasach księcia Henryka Brodatego w północno-wschodniej części ówczesnego miasta. Był to najbardziej wysunięty na północ zamek średniowiecznego Śląska.
Zamek w swojej historii był wielokrotnie przebudowywany. W XVI wieku nadano mu renesansowy wygląd. Budowla pełniła rolę rezydencji książęcych, bazy wypadowej w trakcie wypraw wojennych, domu wdów, twierdzy (XVII wiek), pruskich koszar wojskowych i magazynu, a także siedziby instytucji publicznych. W 1945 roku podczas działań wojennych zamek został zniszczony i splądrowany.
Od 2010 roku mieści się tu siedziba Centrum Artystyczno-Kulturalnego „Zamek” i muzeum. W budynku mieści się także punkt informacji turystycznej i siedziba Krośnieńskiego Stowarzyszenia „Homo Artifex”.

## Historia
Murowany zamek został wzniesiony najprawdopodobniej w XIII wieku przez księcia Henryka Brodatego z dynastii Piastów śląskich. Budowla zlokalizowana w północno-wschodniej części współczesnego miasta zastąpiła gród, który wzmiankowano w XI wieku . Zamek stał się książęcą siedzibą oraz warownią , stając się najbardziej wysuniętym na północ zamkiem Śląska w czasach średniowiecza.
19 marca 1238 roku w zamku zmarł książę Henryk Brodaty. W czasie najazdu tatarskiego w 1241 roku schroniły się tu mniszki z trzebnickiego klasztoru i Jadwiga Śląska, dla której zamek stał się wdowią rezydencją po śmierci Henryka. Pod koniec XIII wieku Krosno wraz z zamkiem znalazło się pod władaniem książąt z linii głogowskiej. Książęta głogowscy w XIV i XV wieku rozbudowywali zamek, w skład którego weszły budynek bramny z wieżą i skrzydła północne i południowe. W latach 1476–1478 budowla była trzykrotnie oblegana przez Jana I żagańskiego, który brał udział w wyprawie przeciwko Hohenzollernom podczas walk o sukcesję po Henryku XI, ostatnim Piaście głogowskim. Ostatecznie Krosno przeszło pod władanie Brandenburgii .
W XVI wieku zamek stał się siedzibą wdów po zmarłych elektorach brandenburskich. W 1510 roku księżna Katarzyna Brunszwicka (wdowa po Henryku XI) nakazała przebudowę wnętrz zamkowych. Około 1570 roku wzniesiono skrzydło wschodnie. W latach 1571–1574 księżna Katarzyna Brunszwicka (wdowa po Janie z Kostrzyna) przebudowała skrzydło południowe i budynek bramny. Prace budowlane kontynuowali margrabia Jan Jerzy w 1579 roku (rozbudowano krużganki o arkady) oraz wdowa po nim Elżbieta Anhalcka. Dzięki niej budowla zyskała odnowione elewacje i nowy most zwodzony .

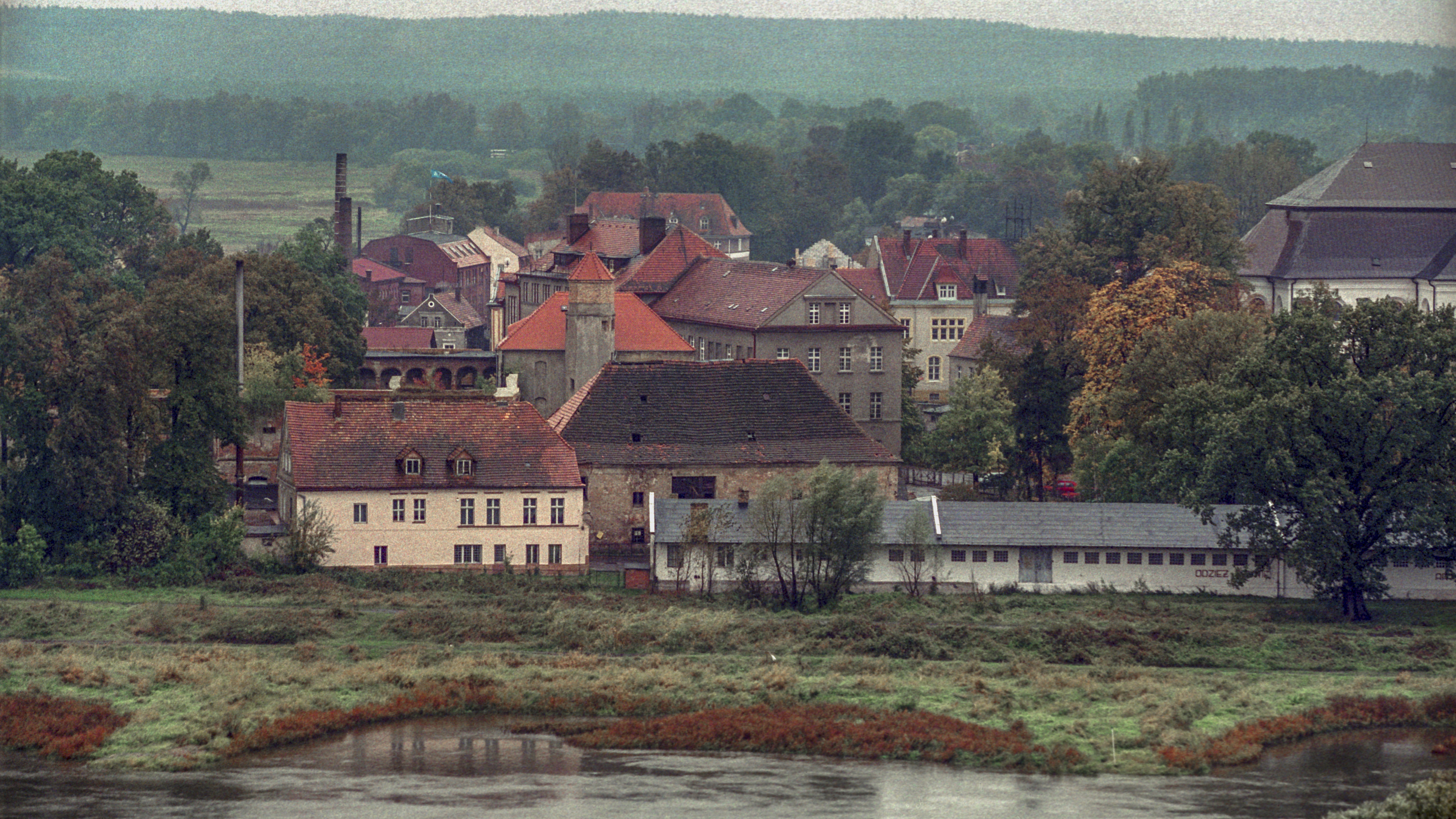
Widok z północy na zamek, przed którym widoczny jest spichlerz (nieotynkowany budynek).

Kolejne zniszczenia przyniosła wojna trzydziestoletnia (1618–1648). Zamek został zajęty przez Szwedów, którzy okupowali Krosno z przerwami w latach 1631–1644. Komendantem miasta został Johann Gunn, który podjął prace w celu przekształcenia miasta w twierdzę. Powiększył fosę zamkową i wybudował nowy most zwodzony. Wokół miasta i zamku wzniesiono także szańce obronne . Następnie zamek przeszedł w ręce wdowy po elektorze brandenburskimi Hansie Wilhelmie - Elżbiety Charlotty. Dzięki jej staraniom zamkowi nadano barokowy charakter. Nakazała także budowę zabudowań folwarcznych na północ od zamku. W latach 1644–1650 doszło do przebudowy skrzydła zachodniego i w jego południowej części wzniesiono kaplicę kalwińską. Według ikonografii z epoki w XVII wieku zamek posiadał w pełni zabudowany dziedziniec . 

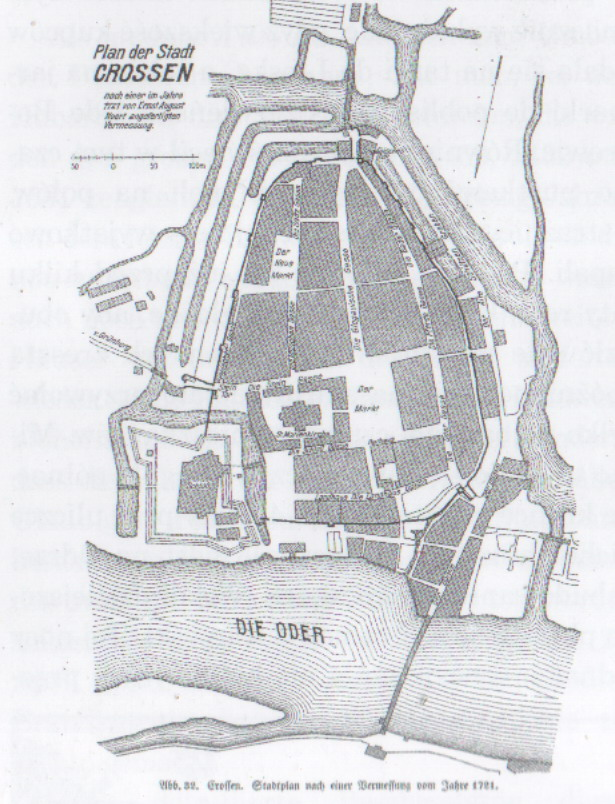
Plan miasta z 1721 roku. W jego dolnej lewej części, nad Odrą, widoczne zabudowania zamkowe otoczone fosą.

Po śmierci Elżbiety Charlotty w 1660 roku zamek przestał pełnić rolę pałacu wdów ze względu na zły stan techniczny. W 1740 roku Fryderyk II Wielki urządził w nim magazyny wojskowe na poczet przygotowań do aneksji Śląska. W 1816 roku Krosno stało się miastem garnizonowym . W latach 1886–1887 armia pruska zaadaptowała zabudowania zamkowe na potrzeby koszar wojskowych.

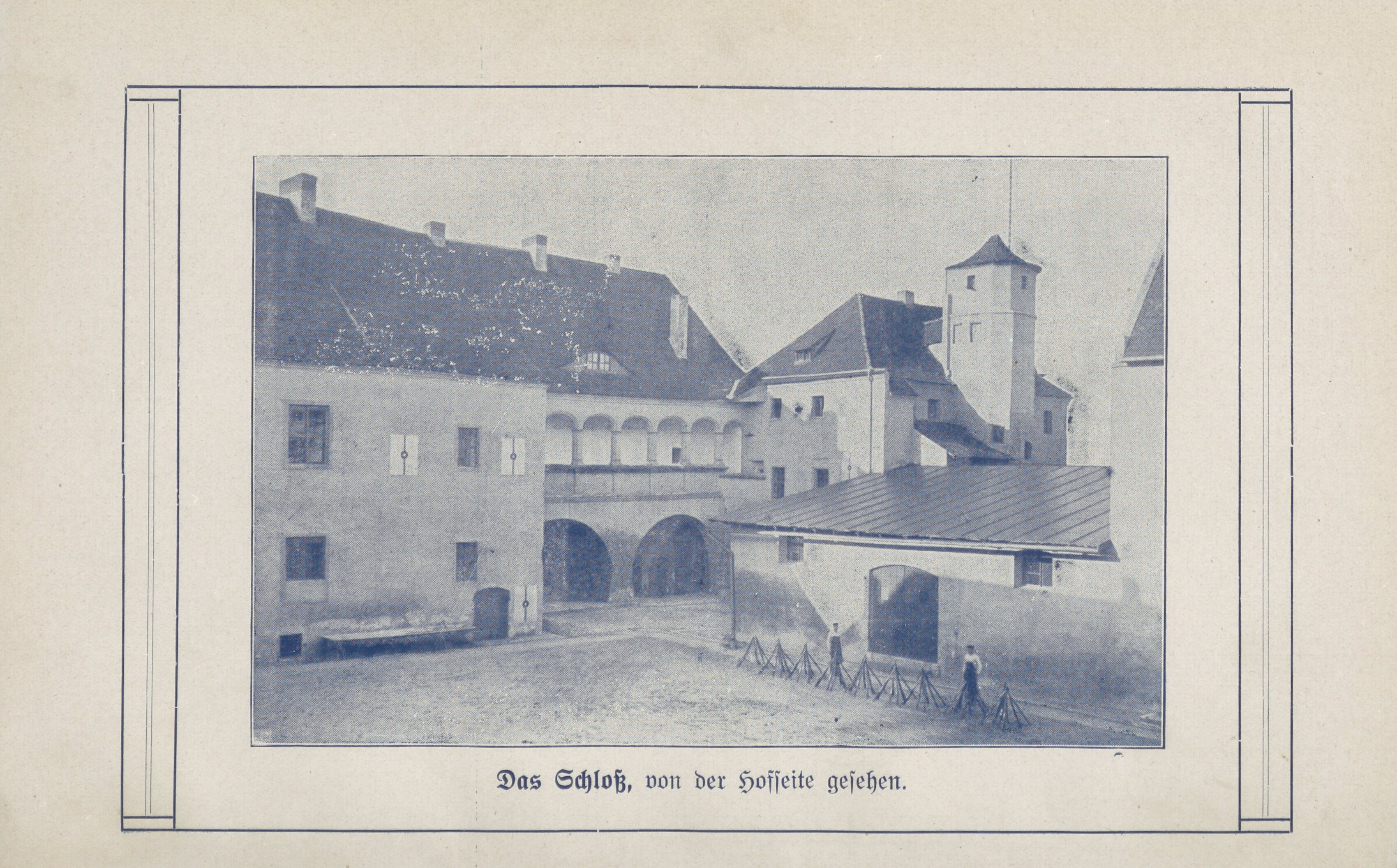
Widok na dziedziniec zamkowy z wydanej w 1925 roku Chronik der Stadt Crossen.

W 1919 roku w zamku wydzielono pomieszczenia Śląskiej Kasy Oszczędności, muzeum oraz prywatne mieszkania . W trakcie walk w 1945 roku zamek został zniszczony i splądrowany przez Armię Czerwoną. Pożar przetrwały mury, magazyn (dawna kaplica), pomieszczenia na parterze i renesansowa galeria. W takim stanie zamek pozostawał do lat 1958–1959, kiedy wykonano prace zabezpieczające. W 1966 roku uporządkowano dziedziniec, a w latach 70. wyremontowano budynek bramny . 
W latach 1997–2003 władze gminy prowadziły prace remontowe budynku bramnego i skrzydła południowego. W 2005 roku udostępniono zamek zwiedzającym, a trzy lata później zakończono rewitalizację skrzydła południowego i kaplicy zamkowej . W 2006 roku konstrukcja spichlerza zamkowego zawaliła się . Pod koniec 2021 roku runęła wschodnia część zamkowych murów .
Od 2010 roku na zamku działa instytucja kulturalna pod nazwą Centrum Artystyczno-Kulturalne „Zamek”, punkt informacji turystycznej oraz Krośnieńskie Stowarzyszenia „Homo Artifex”. Placówka znajduje się na Lubuskim Szlaku Wina i Miodu i Polskim Szlaku Krzyżowców. Obiekt można zwiedzać. Zobaczyć można m.in.: izbę regionalną ze zbiorami historycznymi, piwniczkę winiarsko-miodową, dawną kaplicę zamkową oraz lapidarium płyt nagrobnych i elementów z dawnego cmentarza. Z dziedzińca można obserwować renesansowe krużganki oraz nieodrestaurowane dotąd pozostałe fragmenty murów zamku. Centrum Artystyczno-Kulturalne „Zamek” organizuje wydarzenia kulturalne nawiązujące do historii Krosna Odrzańskiego.

## Architektura zamku
W obecnym kształcie zamek ma założenie czteroskrzydłowe o kształcie nieregularnego prostokąta. Ten sam kształt posiada dziedziniec oraz otaczające go dwukondygnacyjne i podpiwniczone skrzydła. Z racji na liczne przebudowy i zniszczenia ciężko określić styl architektoniczny całej budowli . 
Mur kurtynowy  jest kamienno-ceglany, a zabudowania zamkowe zbudowano z cegły . 
Z murów zamkowych został wysunięty trójkondygnacyjny budynek bramny na planie prostokąta z basteją i przylegającą w do północnej ściany wieżą. Wieża wzniesiona została na planie nieregularnego wieloboku i po renowacji zwieńczona jest ostrosłupowym daszkiem. Wewnątrz wieży znajduje się spiralna klatka schodowa z oświetlana przez rozglifione okienka w gotycko-renesansowym stylu. Elewację budynku bramnego wieńczy gzyms koronujący. Od frontu budynku znajduje się półkolisty przelot bramy z ozdobnym boniowaniem. Ponad bramą rozmieszczono dwa rzędy prostokątnych okien w wydatnych uszatych obramieniach. Podobnie wygląda elewacja od strony dziedzińca wewnętrznego .
Połowę skrzydła zachodniego stanowi jednokondygnacyjny budynek kaplicy z dwuspadowym dachem. Wejście stanowi portal z ozdobnym uskokiem z wejściem po schodach od dziedzińca. Ponad wejściem umieszczono świetlik. Po bokach portalu i w południowej cześć kaplicy znajdują się okna o wysokości ⅔ wejścia. Pozostała część skrzydła zachodniego jest dwukondygnacyjna. Znajdują się w niej pozostałości sieni i klatki schodowej. W tym skrzydle okna mają kształt prostokątny, a wejście zakończone jest łukiem koszowym .
Skrzydło północne zbudowane w wątku wendyjskim, a w przyziemiu częściowo z kamienia . 
W podobnej formie co skrzydło północne wzniesiono skrzydło wschodnie. Jego południowa część jest zniszczona i częściowo rozebrana od zewnętrznej strony murów. Od strony dziedzińca wyróżnia się półkolisty renesansowy portal z niszami po obu stronach . 

Najbardziej okazałe jest skrzydło południowe zamku. Składa się ono z dwóch prostokątnych budynków, połączonych łącznikiem. Renesansowy budynek przylegający do budynku bramnego jest całkowicie odrestaurowany z dwoma arkadowymi podcieniami. Nad nimi znajdują się krużganek z balustradą i filarami. W podcieniach zachował się półkolisty portal z ozdobnymi niszami po bokach .

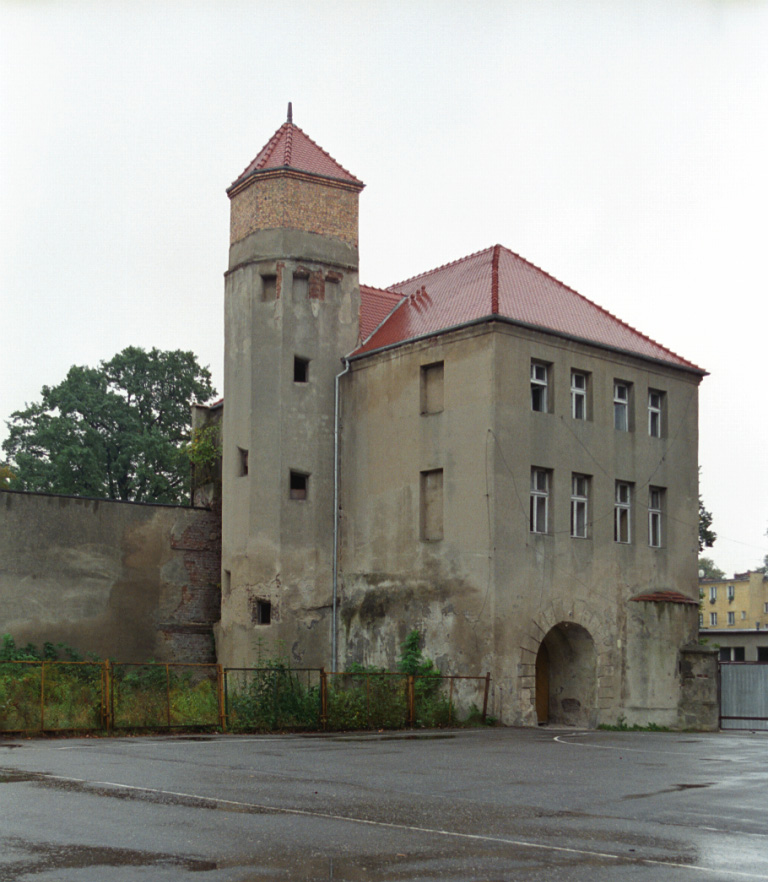
Budynek bramny przed renowacją
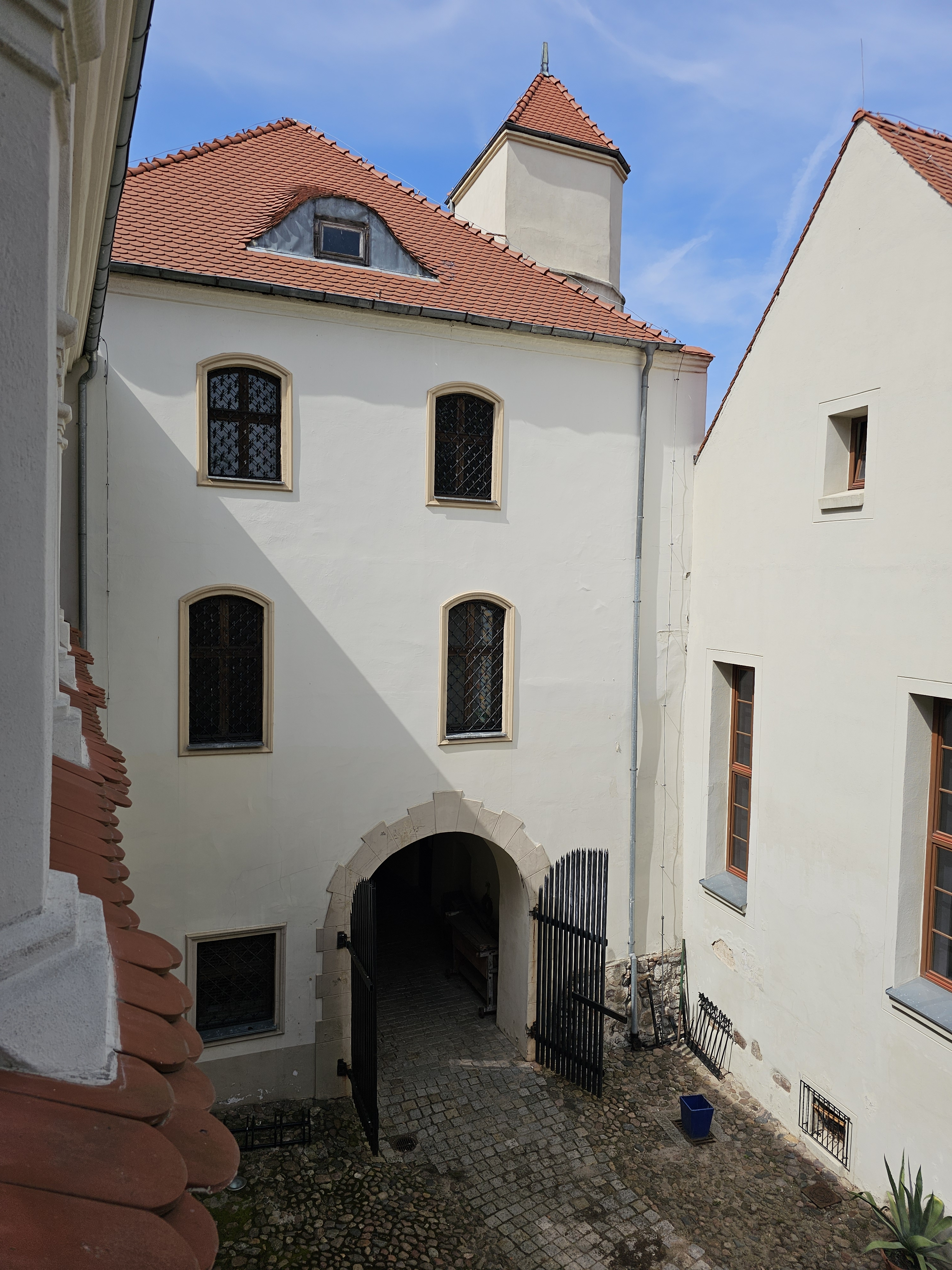
Budynek bramny od strony dziedzińca
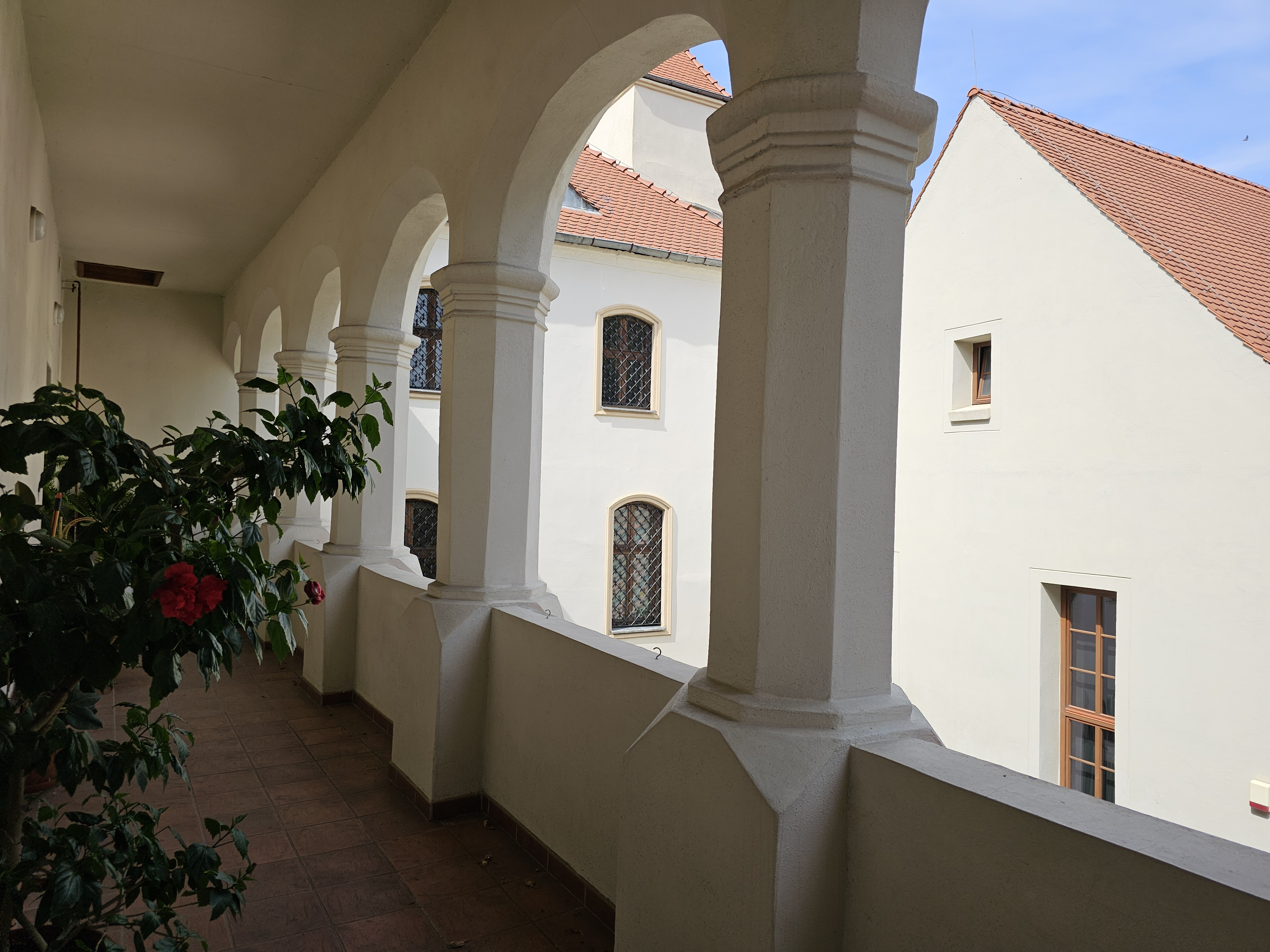
Renesansowy krużganek
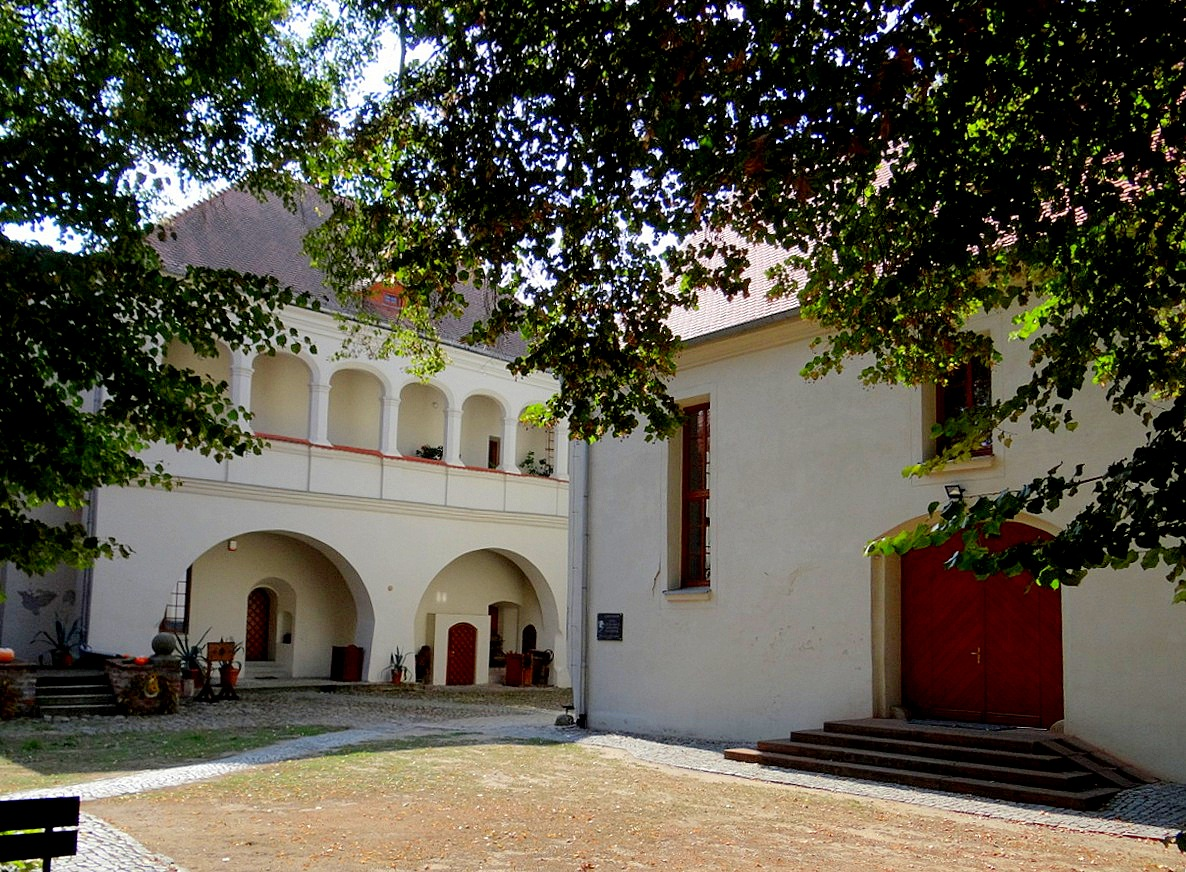
Widok na skrzydło południowe zamku (po lewej) i kaplicę (po prawej)
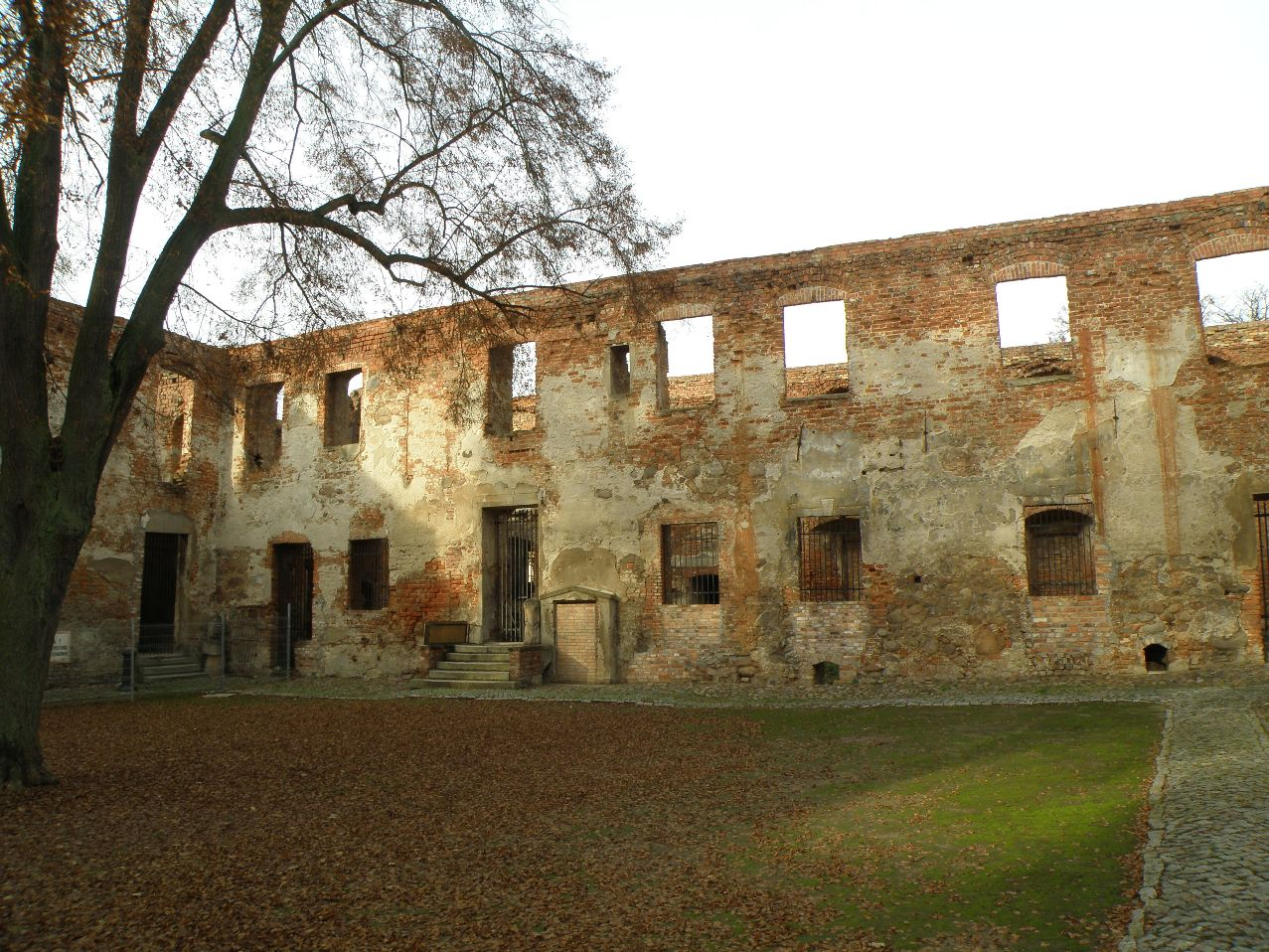
Skrzydło północne od strony dziedzińca
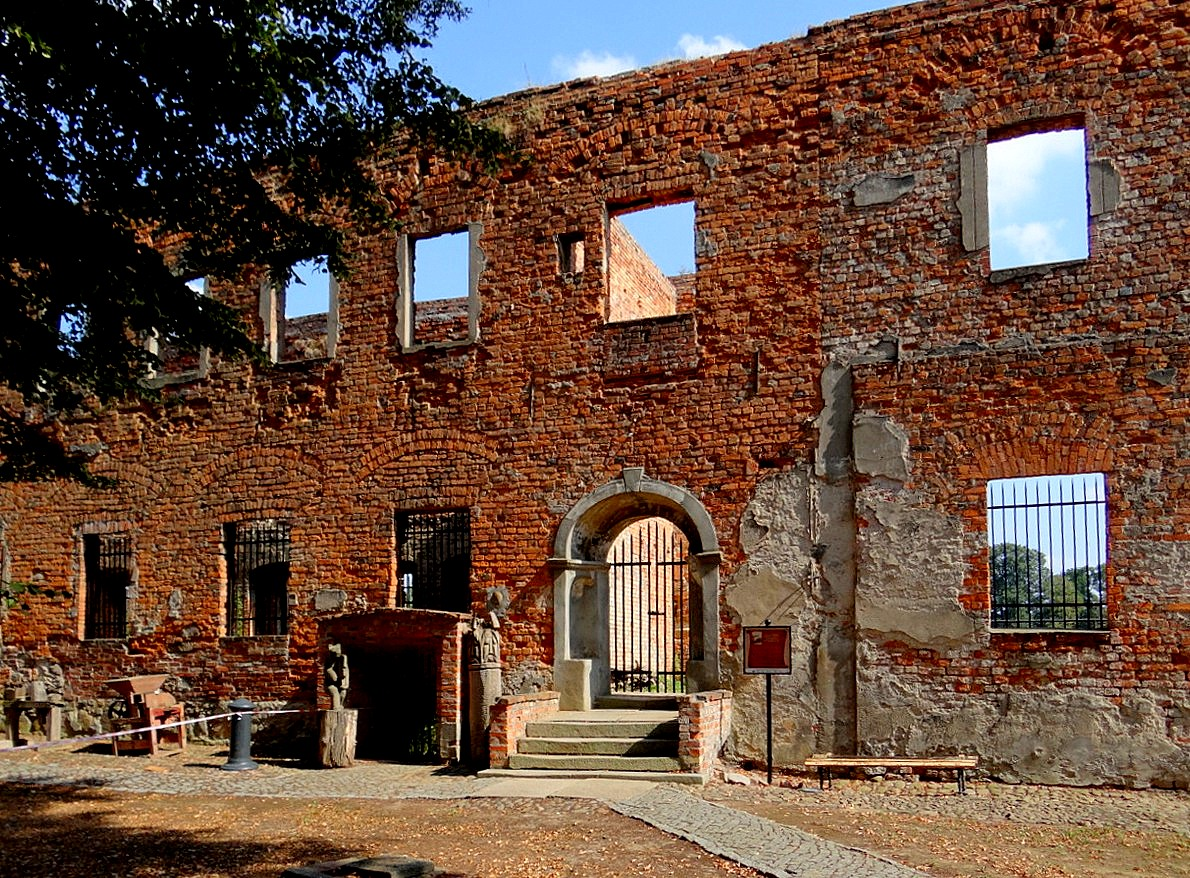
Skrzydło wschodnie od strony dziedzińca z portalem
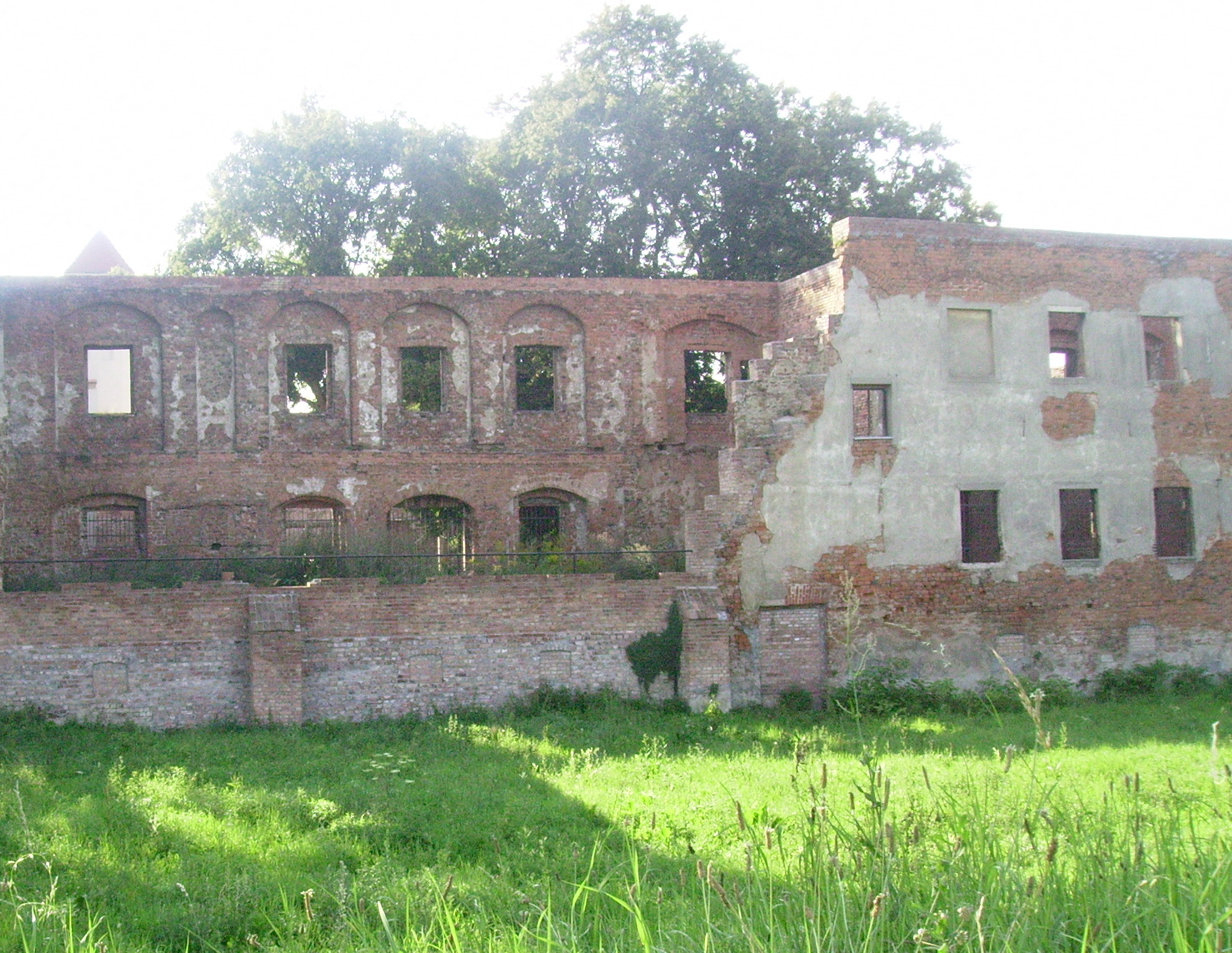
Skrzydło wschodnie (od zewnątrz zamku) przed zawaleniem się jego części